# Rodolfo I de Sajonia-Wittenberg
Rodolfo I (h. 1284-12 de marzo de 1356), un miembro de la Casa de Ascania, fue duque de Sajonia-Wittenberg desde 1298 hasta su muerte. Por la Bula de Oro de 1356, fue reconocido como elector de Sajonia y archimariscal del Sacro Imperio.

## Biografía
Rodolfo era el hijo mayor del duque sajón Alberto II (h. 1250-1298), quien inicialmente gobernó junto con su hermano Juan I pero que gradualmente se concentró en el territorio ascaniano de Sajonia-Wittenberg. El padre de Rodolfo consolidó su posición casándose con la princesa Habsburgo Inés (Agnes, 1257-1322), una hija del rey Rodolfo I de Alemania, a quien había elegido rey de romanos en 1273. 
A la muerte del margrave Enrique III de Meissen en 1288, el duque Alberto II recurrió a su suegro el rey Rodolfo para el enfeudamiento de su hijo y heredero con el condado palatino sajón en el río Unstrut, que dio lugar a una larga disputa con el ansioso clan de la dinastía Wettin. Los intentos de Alberto de asegurar la sucesión en las tierras de los condes sajones extintos de Brehna fueron más exitosos: cuando sus feudos fueron devueltos al Imperio en 1290, el rey enfeudado hijo de Alberto Rodolfo (en latín, cum annexis). 
Después de que Rodolfo de Habsburgo muriera, el duque Alberto el 27 de abril de 1292 ejerció el voto electoral sajón, eligiendo a Adolfo de Nassau. En 1295 pudo de nuevo agrandar sus territorios sajones, cuando adquirió el condado de Gommern. En 1296 las tierras ascanianas fueron finalmente divididas en los ducados de Sajonia-Wittenberg y Sajonia-Lauenburgo. Cuando el rey Adolfo fue depuesto y murió en 1298, Alberto II de nuevo ejercitó la dignidad electoral sajona votando por su cuñado Alberto I de Habsburgo.

### Ascensión
Aún era menor de edad cuando su madre padre falleció el 25 de agosto de 1298 y le sucedió como duque de Sajonia-Wittenberg bajo la tutela de su madre Inés de Habsburgo actuando como guardiana y regente. Ella gradualmente lo introdujo en el negocio del gobierno en la corte de su hermano, el rey Alberto I, en preparación para su papel como duque gobernante. El primer acto oficial de Rodolfo como titular de la dignidad electoral del archimariscal imperial (Archimarescallus) fue el consentimiento a la petición del rey Alberto de enfeudar los ducados de Austria y Estiria a los hijos de Alberto Rodolfo III, Federico el Hermoso y Leopoldo. Cuando en febrero de 1300, el rey Alberto I intentó entregar a su hijo mayor Rodolfo la posesión exclusiva de Austria, los príncipes-electores eclesiásticos rechazaron y se desencadenó un conflicto militar. El joven Rodolfo de Sajonia-Wittenberg, sin embargo, no se vio involucrado en este conflicto; permaneció bajo el cuidado de su madre hasta 1302.

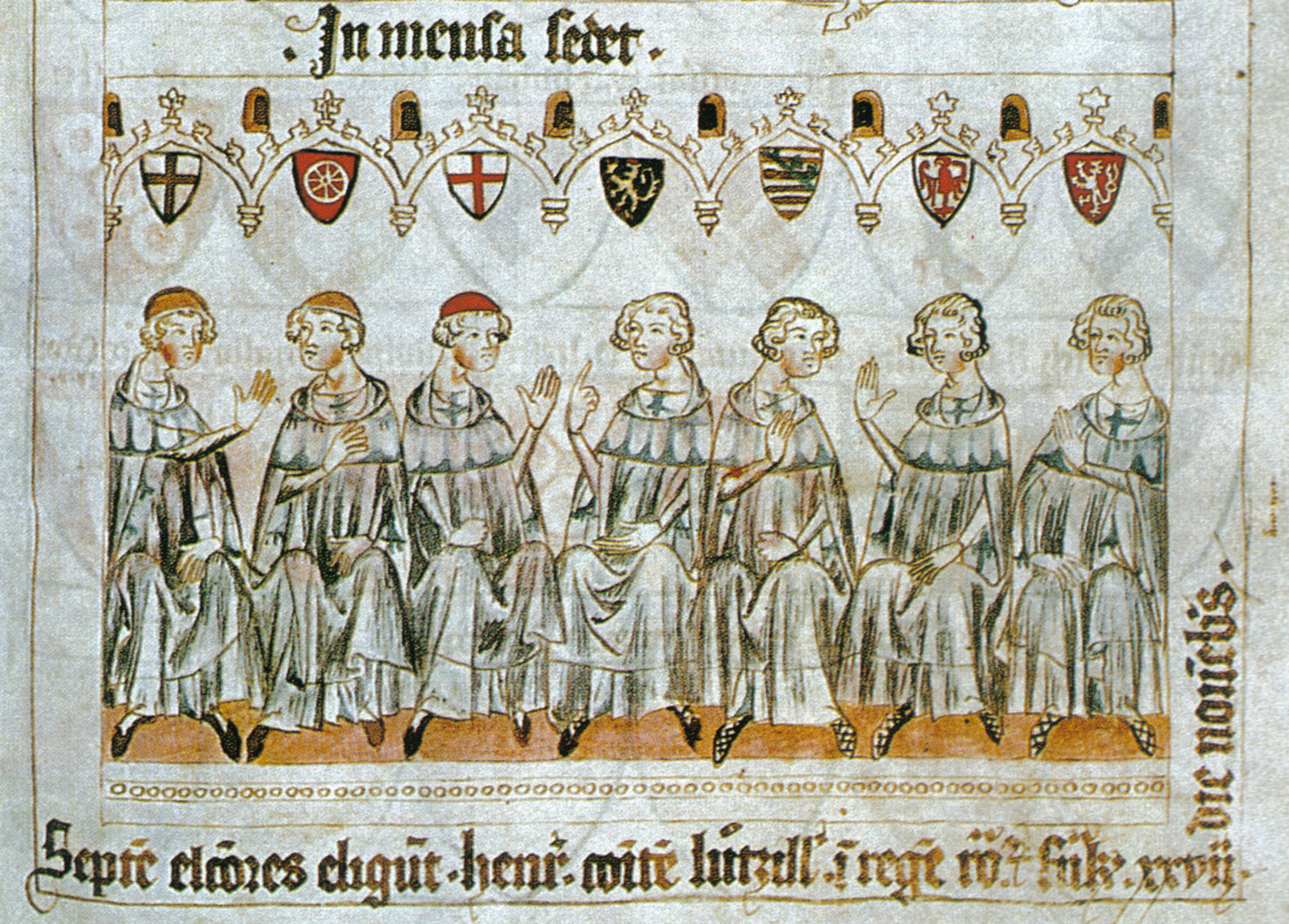
La elección imperial de 1308: los siete electores votaron por Enrique, Rodolfo (el tercero desde la derecha) ejerció el voto sajón, Codex Balduini (c. 1340)

En 1302, Rodolfo finalmente asumió el gobierno sobre Sajonia-Wittenberg por sí mismo. Inicialmente, estuvo ansioso de fortalecer la soberanía del país. Para lograr esto, primero de todo hizo que sus parientes de Sajonia-Lauenburgo, Juan II, Erico I, y Alberto III, estuvieran conformes en que él, y no su primo el mayor, Juan II, habían heredado el rango de su padre como elector sajón. De gran importancia fue el voto de Rodolfo en la elección imperial de 1308, al asesinato de su tío Alberto I de Habsburgo. Después de algún tiempo de negociaciones, el conde Enrique de Luxemburgo fue elegido el 27 de noviembre de 1308. El duque Rodolfo I votó por Enrique y también le ayudó proporcionándole dinero y tropas, consiguiéndole los buenos deseos del emperador recientemente elegido.

### Doble elección de 1314
A pesar de todo, Enrique de Luxemburgo murió el 23 de agosto de 1313 y la siguiente elección del rey de romanos se celebró el 19 de octubre de 1314 en Sachsenhausen cerca de Fráncfort. Por vez primera, dos candidatos en la elección pretendieron haberlo ganado, el duque Wittelsbach Luis el Bávaro y el primo Habsburgo de Rodolfo Federico el Hermoso. Luis había recibido cinco de los siete votos, para conseguir el del duque Juan II de Sajonia-Lauenburgo, que rivalizaba por el voto electoral sajón, arzobispo Balduino de Tréveris, el rey legítimo Juan de Bohemia, el arzobispo Pedro de Maguncia, y el margrave ascanio Waldemar de Brandeburgo. El candidato preferido de Rodolfo, el antirrey Federico el Hermoso, recibió en la misma elección cuatro de los siete votos, uno de cada del depuesto rey Enrique de Bohemia, de ahí asumiendo ilegítimamente poder electoral, el arzobispo Enrique II de Colonia, el hermano de Luis el conde palatino Rodolfo de Baviera, y el mismo Rodolfo I, también reclamaba el poder electoral sajón. 
Los dos reyes se encontraron en la batalla de Mühldorf el 28 de septiembre de 1322; Luis de Baviera emergió victorioso como el rey alemán, fue eventualmente coronado emperador en 1328. Como defensor del lado Habsburgo, Rodolfo I había de enfrentarse a las consecuencias: cuando en 1320, los gobernantes ascanios de Brandeburgo devino extinta con la muerte del margrave Enrique el Joven, Rodolfo I, quien había administrado Brandeburgo como regente desde 1319, reclamó el margraviato como un feudo ascanio. El rey Luis, sin embargo, sostuvo que no podía entregar el feudo a un elector que había votado contra él y se lo dio a su propio hijo, Luis V, para fortalecer la posición de su dinastía. Con el margraviato de Brandeburgo, Luis V también recibió el voto electoral y el puesto de archichambelán imperial.

### Política imperial

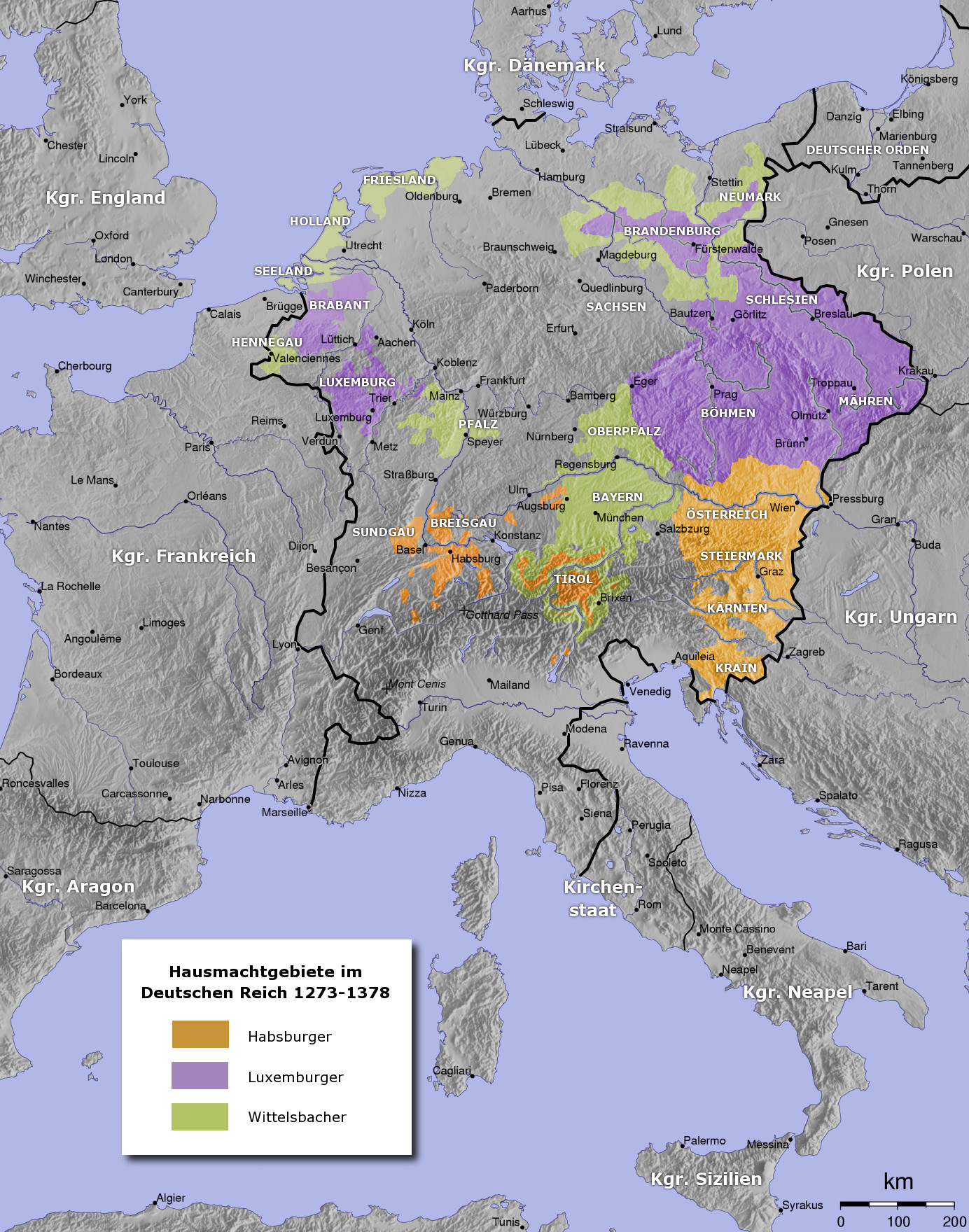
Dominios dinásticos del Sacro Imperio Romano Germánico (1273-1378).
Marrón: Habsburgo
Azul: Luxemburgo
Verde: Wittelsbach

Después de esta y otras sanciones por el emperador Wittelsbach, el duque Rodolfo I decidió subordinarse a él y su hermano Wenceslao a Luis por razones tácticas e intentó demostrar que era un verdadero apoyo. De entonces en adelante, actuó como mediador en las posteriores disputas entre varios príncipes, que le permitía conexiones útiles. Por ejemplo, organizó un encuentro entre seis de los príncipes electores promulgando la declaración de Rhense constitucional en 1338. Rodolfo, por otro lado, tuvo una amistosa relación con el papa Benedicto XII, quien había declarado el emperador excomulgado. Posteriormente, Luis finalmente cambió su opinión de Rodolfo y partes arrendadas de la Marca de Lusacia, incluyendo las ciudades de Brietz, Fürstenwalde y Beeskow a él por un período de doce años. 
Bajo la influencia de su madre, comenzó la expulsión de los judíos de Wittenberg, que continuó hasta mediados del siglo XIV. Rodolfo también prohibió los idiomas eslavos originalmente hablados en su territorio. Fundó el monasterio de Todos los Santos en Wittenberg, que con el tiempo sería la iglesia de Todos los Santos. Alrededor de 1340, construyó el Castillo de Wittenberg como una residencia adecuada para él mismo y sus descendientes. En el siglo XVI, su sucesor Wettin Federico III construyó un castillo renacentista a partir del castillo de Rodolfo. Para cubrir el coste creciente de sus políticas imperiales, comenzó a vender derechos, como los derechos de mercado, de acuñación de moneda, la justicia de primer nivel, aduanas y escolta. Estos derechos fueron las raíces de las primeras estructuras comunales en la zona de Wittenberg. En 1306, organizó alianzas defensivas y ofensivas con varias ciudades; las ciudades ampliaron estas alianzas en años posteriores.

### Carlos IV
Durante sus mediaciones, Rodolfo también construyó una relación estrecha con la corte Bohemia en Praga, que se convirtió en aparente con la elección del hijo y heredero del rey Juan, el príncipe de Luxemburgo Carlos IV (1316-1378) como rey de romanos el 11 de julio de 1346. Carlos fue coronado en Bonn el 26 de noviembre de 1346, y el duque Rodolfo I fue el único elector presente en esta solemne ceremonia. 
Sus estrechos lazos con Carlos IV fueron recompensados cuando recibió el territorio de Altmark en 1347, de manera que el río Elba se convirtió en el límite entre Sajonia y Brandeburgo. Además, recibió la Silvicultura Imperial en Fráncfort del Oder en 1348, como compensación por sus gastos como elector. Bajo su dirección, los señores de Mecklemburgo Juan I y Alberto II se convirtieron en duques y príncipes imperiales. Sin embargo, su relación con Carlos se deterioró cuando en 1350 Carlos confirmó al margrave Wittelsbach Luis V como elector de Brandeburgo y margrave de Lusacia. Esta confirmación provocó la indignación de Rodolfo y temporalmente se retiró de la corte de Praga. Ambos se reconciliaron después de que Carlos IV diera a Rodolfo la Corte de Walchenhof en el distrito Malá Strana de Praga.
El éxito mayor de Rodolfo se produjo el 4 de octubre de 1355 cuando el emperador publicó la Bula de Oro, la bulla aurea Saxonica, definiendo la futura ley del Imperio. Esta bula estipulaba la primogenitura de todos los electorados: fueron declarados indivisibles; el hijo mayor heredó todo el principado, o, si un elector no tenía hijos, heredaba el hermano más joven del elector. Un príncipe elector podía dar el voto desde los 18 años de edad y gobernar el electorado desde los 21. El duque de Sajonia-Wittenberg fue confirmado como elector de Sajonia. A cambio, la rama Sajonia-Lauenburgo de la Casa de Ascania finalmente perdió todas las reclamaciones al voto electoral y a la dignidad asociada de archimariscal imperial así como el derecho a llevar una espada en la dieta imperial.
Rodolfo I murió el 12 de marzo de 1356 en Wittenberg y le sucedió su hijo mayor superviviente el duque Rodolfo II (h. 1307-1370). Fue inicialmente enterrado en la iglesia franciscana de Wittenberg; en 1883, sus restos mortales fueron transferidos a la iglesia de Todos los Santos. La rama Sajonia-Wittenberg de la dinastía ascania se extinguió con la muerte del nieto de Rodolfo el duque Alberto III en 1412, en adelante los estados Wittenberg y la dignidad electoral sajona pasó a los margraves Wettin de Meissen.

## Matrimonio y descendencia

Armas electorales del duque de Sajonia-Wittenberg

Rodolfo I se casó tres veces:

### Primer matrimonio
En 1298 se casó con la margravina Jutta (Brígida) de Brandeburgo (m. 9 de mayo de 1328 en Wittenberg), una hija del margrave Otón V de Brandeburgo. Tuvieron varios hijos:
1. Alberto (murió joven el 4 de julio de 1329)
2. Juan (murió joven, en Wittenberg)
3. Ana (mencionada en 1309 - murió en Wittenberg en 1328 o 1329), se casó con Bernardo de Polonia (m. h. 1356)
4. Rodolfo II (h. 1307-6 de diciembre de 1370), se casó con la condesa Isabel de Lindow y Ruppin
5. Isabel (m. 1353), se casó antes del 22 de junio de 1344 con el príncipe Valdemaro I de Anhalt-Zerbst (m. 3 de septiembre de 1367)
6. Inés (m. 4 de enero de 1338), se casó con el príncipe Bernardo III de Anhalt-Bernburgo (h. 1300-20 de agosto de 1348)
7. Otón (m. 30 de marzo de 1350), se casó con Isabel de Brunswick-Luneburgo (m. 1384), una hija del duque Guillermo II de Brunswick-Luneburgo y Eduviges de Ravensberg; su hijo fue Alberto de Sajonia-Wittenberg, duque de Luneburgo
8. Beatriz (m. en el convento de Coswig, después de 26 de febrero de 1345), se casó el 27 de enero de 1337 al príncipe Alberto II de Anhalt-Zerbst (1306-1362)

### Segundo matrimonio
Rodolfo se casó con Cunegunda de Polonia el 28 de agosto de 1328 (h. 1298-9 de abril de 1333 en Wittenberg), la hija del rey Vladislao el Breve de Polonia y Eduviges de Kalisz. Tuvieron un hijo:
1. Miesko (h. 1330-1350), se casó con Eudoxia

### Tercer matrimonio
Se casó con Inés de Lindow-Ruppin en 1333 (18 de diciembre de 1314-9 de mayo de 1343 en Wittenberg), la hija del conde Ulrico de Lindow-Ruppin y la viuda del señor Enrique II de Mecklemburgo (m. 1329). Tuvieron los siguientes hijos: 
1. Guillermo (murió joven)
2. Venceslao I (h. 1337-1388 en Celle), que se casó el 23 de enero de 1367 con Cecilia de Carrara (h. 1350-entre 1430 y 1434), la hija de Francisco I de Carrara de Padua
3. Elena (m. 2 de abril de 1367), se casó en 1353 con Juan I de Hardeck, burgrave de Magdeburgo

## Ancestros
|  |                                                             |  |  |  |  |  |  |  |  |  |  |  |  |  |  |  |
|  | 16. Alberto el Oso                                          |  |  |  |  |  |  |  |  |  |  |  |  |  |  |  |
|  |                                                             |  |  |  |  |  |  |  |  |  |  |  |  |  |  |  |
|  |                                                             |  |  |  |  |  |  |  |  |  |  |  |  |  |  |  |
|  | 8. Bernardo de Anhalt                                       |  |  |  |  |  |  |  |  |  |  |  |  |  |  |  |
|  |                                                             |  |  |  |  |  |  |  |  |  |  |  |  |  |  |  |
|  |                                                             |  |  |  |  |  |  |  |  |  |  |  |  |  |  |  |
|  | 17. Sofía de Winzenburg                                     |  |  |  |  |  |  |  |  |  |  |  |  |  |  |  |
|  |                                                             |  |  |  |  |  |  |  |  |  |  |  |  |  |  |  |
|  |                                                             |  |  |  |  |  |  |  |  |  |  |  |  |  |  |  |
|  | 4. Alberto I, duque de Sajonia                              |  |  |  |  |  |  |  |  |  |  |  |  |  |  |  |
|  |                                                             |  |  |  |  |  |  |  |  |  |  |  |  |  |  |  |
|  |                                                             |  |  |  |  |  |  |  |  |  |  |  |  |  |  |  |
|  | 18. Canuto V de Dinamarca                                   |  |  |  |  |  |  |  |  |  |  |  |  |  |  |  |
|  |                                                             |  |  |  |  |  |  |  |  |  |  |  |  |  |  |  |
|  |                                                             |  |  |  |  |  |  |  |  |  |  |  |  |  |  |  |
|  | 9. Brígida de Dinamarca                                     |  |  |  |  |  |  |  |  |  |  |  |  |  |  |  |
|  |                                                             |  |  |  |  |  |  |  |  |  |  |  |  |  |  |  |
|  |                                                             |  |  |  |  |  |  |  |  |  |  |  |  |  |  |  |
|  | 2. Alberto II, duque de Sajonia                             |  |  |  |  |  |  |  |  |  |  |  |  |  |  |  |
|  |                                                             |  |  |  |  |  |  |  |  |  |  |  |  |  |  |  |
|  |                                                             |  |  |  |  |  |  |  |  |  |  |  |  |  |  |  |
|  | 20. Guillermo de Winchester                                 |  |  |  |  |  |  |  |  |  |  |  |  |  |  |  |
|  |                                                             |  |  |  |  |  |  |  |  |  |  |  |  |  |  |  |
|  |                                                             |  |  |  |  |  |  |  |  |  |  |  |  |  |  |  |
|  | 10. Otón I de Brunswick-Luneburgo                           |  |  |  |  |  |  |  |  |  |  |  |  |  |  |  |
|  |                                                             |  |  |  |  |  |  |  |  |  |  |  |  |  |  |  |
|  |                                                             |  |  |  |  |  |  |  |  |  |  |  |  |  |  |  |
|  | 21. Helena de Dinamarca                                     |  |  |  |  |  |  |  |  |  |  |  |  |  |  |  |
|  |                                                             |  |  |  |  |  |  |  |  |  |  |  |  |  |  |  |
|  |                                                             |  |  |  |  |  |  |  |  |  |  |  |  |  |  |  |
|  | 5. Elena de Brunswick-Luneburgo                             |  |  |  |  |  |  |  |  |  |  |  |  |  |  |  |
|  |                                                             |  |  |  |  |  |  |  |  |  |  |  |  |  |  |  |
|  |                                                             |  |  |  |  |  |  |  |  |  |  |  |  |  |  |  |
|  | 22. Alberto II de Brandemburgo                              |  |  |  |  |  |  |  |  |  |  |  |  |  |  |  |
|  |                                                             |  |  |  |  |  |  |  |  |  |  |  |  |  |  |  |
|  |                                                             |  |  |  |  |  |  |  |  |  |  |  |  |  |  |  |
|  | 11. Matilda de Brandemburgo, duquesa de Brunswick-Luneburgo |  |  |  |  |  |  |  |  |  |  |  |  |  |  |  |
|  |                                                             |  |  |  |  |  |  |  |  |  |  |  |  |  |  |  |
|  |                                                             |  |  |  |  |  |  |  |  |  |  |  |  |  |  |  |
|  | 23. Matilde de Lusacia                                      |  |  |  |  |  |  |  |  |  |  |  |  |  |  |  |
|  |                                                             |  |  |  |  |  |  |  |  |  |  |  |  |  |  |  |
|  |                                                             |  |  |  |  |  |  |  |  |  |  |  |  |  |  |  |
|  | 1. Rodolfo I, duque de Sajonia-Wittenberg                   |  |  |  |  |  |  |  |  |  |  |  |  |  |  |  |
|  |                                                             |  |  |  |  |  |  |  |  |  |  |  |  |  |  |  |
|  |                                                             |  |  |  |  |  |  |  |  |  |  |  |  |  |  |  |
|  | 24. Rodolfo II, conde de Habsburgo                          |  |  |  |  |  |  |  |  |  |  |  |  |  |  |  |
|  |                                                             |  |  |  |  |  |  |  |  |  |  |  |  |  |  |  |
|  |                                                             |  |  |  |  |  |  |  |  |  |  |  |  |  |  |  |
|  | 12. Alberto IV, conde de Habsburgo                          |  |  |  |  |  |  |  |  |  |  |  |  |  |  |  |
|  |                                                             |  |  |  |  |  |  |  |  |  |  |  |  |  |  |  |
|  |                                                             |  |  |  |  |  |  |  |  |  |  |  |  |  |  |  |
|  | 25. Inés de Staufen                                         |  |  |  |  |  |  |  |  |  |  |  |  |  |  |  |
|  |                                                             |  |  |  |  |  |  |  |  |  |  |  |  |  |  |  |
|  |                                                             |  |  |  |  |  |  |  |  |  |  |  |  |  |  |  |
|  | 6. Rodolfo I de Alemania                                    |  |  |  |  |  |  |  |  |  |  |  |  |  |  |  |
|  |                                                             |  |  |  |  |  |  |  |  |  |  |  |  |  |  |  |
|  |                                                             |  |  |  |  |  |  |  |  |  |  |  |  |  |  |  |
|  | 26. Ulrico, conde de Kyburg y Dillingen                     |  |  |  |  |  |  |  |  |  |  |  |  |  |  |  |
|  |                                                             |  |  |  |  |  |  |  |  |  |  |  |  |  |  |  |
|  |                                                             |  |  |  |  |  |  |  |  |  |  |  |  |  |  |  |
|  | 13. Heilwiga de Kyburg                                      |  |  |  |  |  |  |  |  |  |  |  |  |  |  |  |
|  |                                                             |  |  |  |  |  |  |  |  |  |  |  |  |  |  |  |
|  |                                                             |  |  |  |  |  |  |  |  |  |  |  |  |  |  |  |
|  | 27. Ana de Zähringen                                        |  |  |  |  |  |  |  |  |  |  |  |  |  |  |  |
|  |                                                             |  |  |  |  |  |  |  |  |  |  |  |  |  |  |  |
|  |                                                             |  |  |  |  |  |  |  |  |  |  |  |  |  |  |  |
|  | 3. Inés de Habsburgo                                        |  |  |  |  |  |  |  |  |  |  |  |  |  |  |  |
|  |                                                             |  |  |  |  |  |  |  |  |  |  |  |  |  |  |  |
|  |                                                             |  |  |  |  |  |  |  |  |  |  |  |  |  |  |  |
|  | 28. Burcardo IV, conde de Hohenburgo                        |  |  |  |  |  |  |  |  |  |  |  |  |  |  |  |
|  |                                                             |  |  |  |  |  |  |  |  |  |  |  |  |  |  |  |
|  |                                                             |  |  |  |  |  |  |  |  |  |  |  |  |  |  |  |
|  | 14. Burcardo V, conde de Hohenburgo                         |  |  |  |  |  |  |  |  |  |  |  |  |  |  |  |
|  |                                                             |  |  |  |  |  |  |  |  |  |  |  |  |  |  |  |
|  |                                                             |  |  |  |  |  |  |  |  |  |  |  |  |  |  |  |
|  | 7. Gertrudis de Hohenburgo                                  |  |  |  |  |  |  |  |  |  |  |  |  |  |  |  |
|  |                                                             |  |  |  |  |  |  |  |  |  |  |  |  |  |  |  |
|  |                                                             |  |  |  |  |  |  |  |  |  |  |  |  |  |  |  |
|  | 30. Rodolfo II, conde palatino de Tubinga                   |  |  |  |  |  |  |  |  |  |  |  |  |  |  |  |
|  |                                                             |  |  |  |  |  |  |  |  |  |  |  |  |  |  |  |
|  |                                                             |  |  |  |  |  |  |  |  |  |  |  |  |  |  |  |
|  | 15. Matilde de Tubinga                                      |  |  |  |  |  |  |  |  |  |  |  |  |  |  |  |
|  |                                                             |  |  |  |  |  |  |  |  |  |  |  |  |  |  |  |
|  |                                                             |  |  |  |  |  |  |  |  |  |  |  |  |  |  |  |